# Erik Brynjolfsson

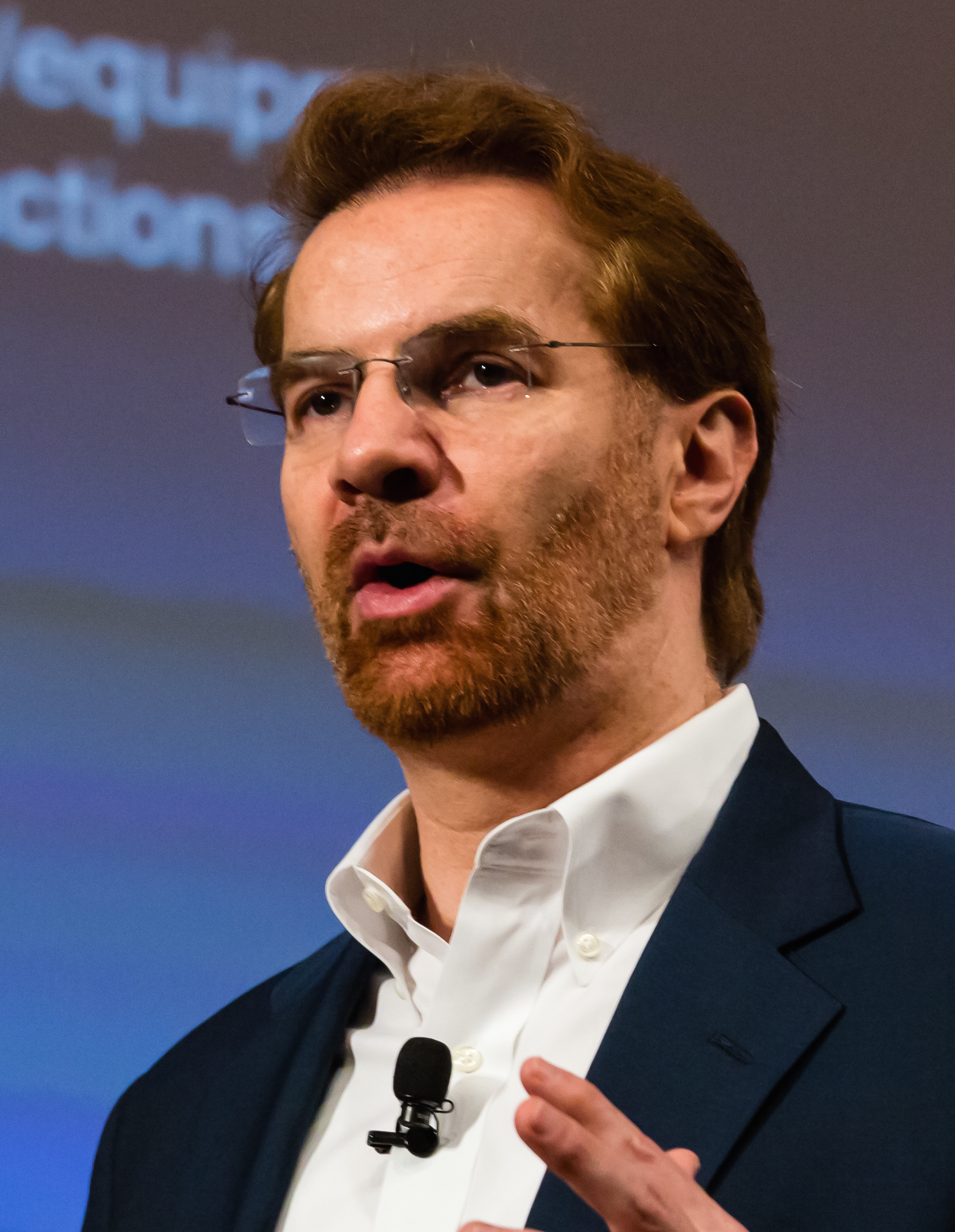
Erik Brynjolfsson (2013)

Erik Brynjolfsson ist ein US-amerikanischer Wirtschaftswissenschaftler.
Er ist Inhaber der Jerry Yang and Akiko Yamazaki Stiftungsprofessur für Betriebswissenschaft an der Stanford University, Senior Fellow am Stanford Institute for Human-Centered AI (HAI) und Direktor am Stanford Digital Economy Lab. Darüber hinaus ist Brynjolfsson einer der Vorsitzenden des MIT Sloan Management Review und Redakteur des Information Systems Network. Seine Forschung beschäftigt sich mit der erfolgreichen Nutzung von Informationstechnologien (IT), insbesondere des Internets, durch Unternehmen. Darüber hinaus ist er einem breiteren Publikum durch seine wirtschaftswissenschaftlichen Bücher bekannt unter anderem The Second Machine Age.

## Ausbildung
Erik Brynjolfsson studierte von 1980 bis 1984 an der Harvard University, welche ihm 1984 einen B.A. in angewandter Mathematik mit der Auszeichnung „magna cum laude“ sowie einen S.M. in angewandter Mathematik und Entscheidungswissenschaften verlieh. Hiernach wechselte Brynjolfsson an die MIT Sloan School of Management, wo er 1991 mit der Dissertation „Informationstechnologie und die Neuorganisierung der Arbeit – Theorie und Beweise“ (Information Technology and the Re-organization of Work: Theory and Evidence) zum Ph.D. in Betriebsökonomie promoviert wurde. Während seines Studiums arbeitete Brynjolfsson als akademische Lehrkraft sowie als Forschungsassistent.

## Beruflicher Werdegang
Während seines Promotionsstudiums gründete und leitete Brynjolfsson die Boston Computer Society Expert Systems Group, eine IT-Beratung in Boston. Nach seiner Promotion wurde er durch die MIT Sloan School of Management als Assistenzprofessor eingestellt und 1995 zum Associate Professor befördert, arbeitete jedoch zugleich von 1996 bis 1998 an der Stanford University. Auf seine Ernennung zum Co-Direktor des Zentrums für eBusiness am MIT 1999 folgte 2001 seine Wahl zum Schussel-Familie-Professor für Betriebswissenschaft. Zusätzlich arbeitete Brynjolfsson unter anderem als Vorstandsvorsitzender der BWL-Fachzeitschrift MIT Sloan Management Review und ist aktuell Forscher am National Bureau of Economic Research, Berater der Niederlassung der Federal Reserve Bank in Boston. 2020 wechselte er an die Stanford University, wo er seitdem die Jerry Yang and Akiko Yamazaki Professur innehat und wurde zum Direktor des Stanford Digital Economy Lab at HAI berufen.

## Forschung
Brynjolfssons Forschung konzentriert sich auf die Schnittstelle zwischen Informationstechnologie und Ökonomie, einschließlich der Beziehung zwischen IT und Arbeitsorganisation, des Zusammenhangs zwischen IT und Produktivität und der Preispolitik sowie Verteilung digitaler Informationen. Zu den wesentlichen Forschungsergebnissen Brnjolfssons gehört der Nachweis, dass das Zusammenspiel von IT-Nutzung in Unternehmen, einer technologiefreundlichen Betriebsorganisation sowie neuer Produkt- und Dienstleistungsentwicklungen zu einem qualifikationsverzerrten technischen Wandel in den USA geführt hat und die Arbeitsnachfrage dieser Unternehmen erheblich beeinflusst. Weitere Forschungsleistungen beinhalten unter anderem:
- die These, dass sich der Produktivitätsschub der späten 1990er Jahre in weiten Teilen auf die Ansammlung immateriellen Kapitals und insbesondere die verzögerte Messung der Wirkung von IT-Investitionen zurückführen lässt;[6]
- empirische Hinweise zur Ungültigkeit des  Produktivitätsparadoxon der Informationstechnologie in der Zeit nach 1991 auf der Grundlage wesentlicher und statistisch signifikanter Beiträge von Informationssystemen zur Produktivität von Unternehmen;[7]
- die empirische Analyse der Hypothese des Internets als "reibungsfreier Markt" am Beispiel von Büchern und CDs mit dem Ergebnis, dass Wettbewerb im Internet zwar tatsächlich deutlich reibungsfreier ist als im gewöhnlichen Gewerbe, aber Markenführung, Markenbewusstsein und Kundenvertrauen wesentliche Ursachen für die Heterogenität von Internethändlern darstellen;[8]
- die Untersuchung der Wirkung von Computisierung auf das Produktivitäts- und Produktionswachstum großer US-Unternehmen zwischen 1987 und 1994 mit dem Ergebnis, dass die Beiträge der Computisierung zu Produktivität ihre Wirkung überproportional in der langen Frist entfalten, was die Autoren wiederum auf die Notwendigkeit einer zeitaufwendigen Reorganisation der Arbeit in computerisierten Unternehmen zurückführen.[9]

## Veröffentlichungen
- mit Brian Kahin: Understanding the Digital Economy: Data, Tools, and Research. The MIT Press, Cambridge (MA), 2000, ISBN 978-0-262-02474-7.
- Some Estimates of the Contribution of Information Technology to Consumer Welfare. Nabu Press, Charleston (SC), 2011, ISBN 978-1-179-88663-3.
- The Great Equalizer? Consumer Choice Behavior at Internet Shopbots. Nabu Press, Charleston (SC), 2011, ISBN 978-1-178-82833-7.
- mit Andrew McAfee: Race Against the Machine: How the Digital Revolution is Accelerating Innovation, Driving Productivity, and Irreversibly Transforming Employment and the Economy. Digital Frontier Press, Lexington (MA), 2012, ISBN 978-0-9847251-1-3.
- mit Adam Saunders: Wired for Innovation: How Information Technology Is Reshaping the Economy. The MIT Press, Cambridge (MA), 2013, ISBN 978-0-262-51861-1.
- mit Andrew McAfee: Second Machine Age: Work, Progress, and Prosperity in a Time of Brilliant Technologies. Norton & Company, New York City, 2014, ISBN 978-0-393-23935-5.
  - The Second Machine Age: Wie die nächste digitale Revolution unser aller Leben verändern wird. Plassen-Verlag, Kulmbach, 2014, ISBN 978-3-86470-211-2. Deutscher Wirtschaftsbuchpreis 2015